# Сестробіль
Сестробіль (рос. Сестробиль)  — річка в Україні, у Звягельському районі Житомирської області. Права притока Случі (басейн Дніпра).

## Опис
Довжина річки приблизно 6,56 км, найкоротша відстань між витоком і гирлом — 6,11 км, коефіцієнт звивистості річки — 1,08 . Річка формується 1 безіменним струмком та загатами.

## Розташування
Бере початок біля заказника Сесторбиль. Тече переважно на північний захід через урочище Буйківу Піч і на південній стороні від Рудні впадає у річку Случ, праву притоку Горині.